# جهاز حماية السمع

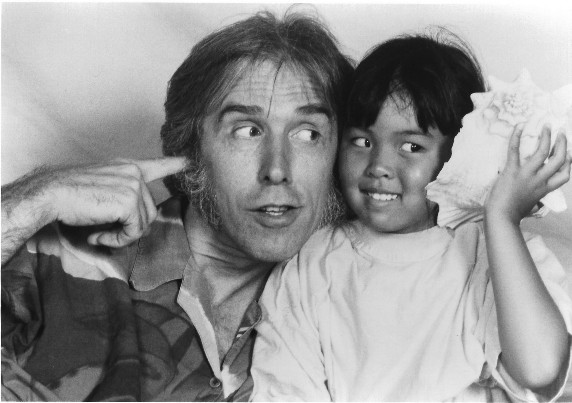

جهاز حماية السمع هو جهاز لحماية الأذن يوضع داخل الأذنين أو فوقهما أثناء التعرض لضوضاء شديدة للمساعدة في الحد من فقد السمع المحدث بالضوضاء. تقلل أجهزة حماية السمع  من درجة الضوضاء التي تدخل الأذن(لا تلغيها). تؤمن أجهزة حماية السمع أيضًا حماية ضد التأثيرات الصحية الناجمة عن الضوضاء مثل الطنين واحتداد السمع. هناك أنواع مختلفة من أجهزة حماية السمع المتاحة للاستخدام، بما في ذلك واقيات الأذن، وسدادات الأذن، وأجهزة حماية السمع الإلكترونية، والأجهزة نصف المدمجة.

## الأنواع

### واقيات الأذن
صُممت أجهزة حماية السمع من نمط واقيات الأذن لتغطي الأذن الخارجية، أو الصيوان. تتكون أجهزة حماية السمع من نمط واقيات الأذن عادةً من غطاءين للأذنين وعصابة للرأس. عادةً ما تُبطَّن أغطية الأذنين بمادة كاتمة للصوت، مثل الرغوة. يجب أن تكون الأغطية بمقاس مناسب حتى يكون مركز قناة الأذن على محاذاة فتحة قناة الأذن. تغلف الوسادتان الناعمتان الأذنين. تطبق عصابة الرأس، المتمركزة في الجزء العلوي من الرأس، قوة/ضغطًا لتُحكم إغلاق الأذنين بواسطة الأغطية.

### سدادات الأذن
صُممت أجهزة حماية السمع من نمط سدادات الأذن لتُدخل في قناة الأذن. توجد سدادات الأذن بمجموعة متنوعة من الأنواع الفرعية المختلفة. يمكن قياس العزل الذي توفره هذه الأجهزة من خلال اختبار ملاءمة حماية السمع.

### أجهزة حماية السمع الإلكترونية
تقلل بعض أجهزة حماية السمع من الصوت الذي يصل إلى غشاء الطبل من خلال مجموعة من المكونات الإلكترونية والهيكلية. تتوفر أجهزة حماية السمع الإلكترونية بكل من أنماط واقيات الأذن وسدادات الأذن المصممة حسب الطلب. تمارس الميكروفونات الإلكترونية والدارات الإلكترونية وأجهزة الاستقبال نظام الخفض الفعال للضوضاء، الذي يعرف أيضًا بنظام إلغاء الضوضاء، إذ يرسل إشارة ضجيج بطور متأخر بمقدار 180 درجة، الأمر الذي يلغي الضوضاء نظريًا.
تؤمن بعض أجهزة حماية السمع الإلكترونية، التي تعرف باسم أنظمة حماية وتحسين السمع، حماية من الأصوات عالية التردد مع السماح بنقل الأصوات الأخرى مثل الكلام. تتمتع بعض أنواعها بالقدرة على تضخيم الأصوات ذات التردد المنخفض. قد يكون هذا النوع مفيدًا للمستخدمين الذين يعيشون في بيئات صاخبة لكنهم ما زالوا بحاجة إلى سماع الأصوات ذات التردد المنخفض. على سبيل المثال، الجنود الذين يحتاجون إلى حماية سمعهم ولكن يجب أن يكونوا قادرين على تحديد مواقع قوات العدو والتواصل رغم الضوضاء، والصيادون الذين يعتمدون على اكتشاف وتحديد الأصوات الخافتة للحياة البرية ولكن ما زالوا يرغبون في حماية سمعهم من أصوات الأسلحة النارية الترفيهية، بالإضافة إلى المستخدمين الذين يعانون من ضعف السمع مسبقًا وهم موجودون في بيئات صاخبة، قد يستفيد جميع هؤلاء من أنظمة حماية السمع وتحسينه.
تتطلب أجهزة حماية السمع الإلكترونية استخدام البطاريات، وتكون عادةً أكثر تكلفة من الأنواع غير الإلكترونية.

### أجهزة نصف مدمجة (واقيات القناة)
تشبه واقيات القناة سدادات الأذن من ناحية أنها تتكون من طرف ناعم يُدخل في فتحة قناة الأذن. تُدخل بعض الأنماط قليلًا في قناة الأذن، بينما تتوضع أنماط أخرى عند فتحة قناة الأذن. في هذه الحالة، يتصل الطرفان أو الواقيتان بعصابة خفيفة الوزن تساعد أيضًا على بقائهما في موضعهما.

### حماية السمع المزدوجة
تشير عملية حماية السمع المزدوجة إلى استخدام سدادات الأذن تحت واقيات الأذن. يُنصح باستخدام هذا النوع بشكل خاص عند العاملين في صناعة التعدين بسبب تعرضهم لمستويات ضوضاء عالية للغاية، مثل 105 ديسيبل في المتوسط الزمني المرجح. لحسن الحظ، يمكن إضافة ميزات إلكترونية إلى حاميات السمع المزدوجة. تساعد هذه الميزات في التواصل من خلال جعل الكلام أكثر وضوحًا، خاصةً بالنسبة لهؤلاء العمال الذين يعانون بالفعل من ضعف السمع.

## النظافة والرعاية
من أجل منع تهيج الأذن أو إنتانها، يجب تنظيف أجهزة حماية السمع القابلة لإعادة الاستخدام بشكل منتظم. قبل استخدام أي جهاز لحماية السمع، يجب فحصه بحثًا عن التلف أو الأوساخ للتأكد من أنه آمن للاستخدام. تتوفر سدادات الأذن المتاحة للاستخدام مرة واحدة بالإضافة إلى الخيارات القابلة لإعادة الاستخدام. يجب عدم غسل سدادات الأذن المخصصة للاستخدام مرة واحدة بغرض إعادة استخدامها لأن هذا يخرب المواد ويقلل من الفعالية.
يمكن تنظيف معظم سدادات الأذن القابلة لإعادة الاستخدام بالصابون والماء الدافئ بين الاستخدامات، ويجب استبدالها كل أسبوعين إلى أربعة أسابيع. يجب تنظيف أغطية ووسادات واقيات الأذن بشكل منتظم بالماء والصابون، واستبدالها في حالة تعرضها للتشقق أو الضرر. يمكن أن تدوم وسادات الأذن من ثلاثة إلى ثمانية أشهر حسب الاستخدام. يوصى باستخدام حقيبة واقية نظيفة لتخزين أجهزة حماية السمع عند عدم استخدامها لمنع تلفها أو تلوثها.
يمكن لأي ضرر يلحق بأجهزة حماية السمع أن يضعف من صلاحيتها، وبالتالي يقلل من فعاليتها. يجب عدم استخدام أجهزة حماية السمع التالفة.